# Deponia
Deponia ist ein Point-and-Click-Adventure von Daedalic Entertainment. Der von Mülldeponie abgeleitete Name bezeichnet im Spiel den Planeten, auf dem sich die Geschichte ereignet. Deponia ist der erste Teil einer vierteiligen Spielereihe des Autors und Daedalic-Mitgründers Jan Baumann (geb. Müller-Michaelis) und wurde im Januar 2012 veröffentlicht.

## Handlung
Hauptperson des Adventures ist Rufus, ein selbstverliebter, chaotischer Lebenskünstler, der schon lange davon träumt, Deponia hinter sich zu lassen. Er will in die am Himmel über dem Müllplaneten schwebende Stadt Elysium gelangen. Die Spielentwickler verwenden hier einen Namen der Griechischen Mythologie, nach welcher sich im Jenseits auserwählte Helden und Lieblinge der Götter auf Elysium wiederfinden, einer paradiesischen „Insel der Seligen“.
Bei einem seiner Versuche, die Planetenoberfläche mit einem selbstgebastelten Fluggerät zu verlassen, trifft Rufus auf die Elysianerin Goal, die gerade einer Weltverschwörung auf die Schliche gekommen ist. Rufus Ungeschicklichkeit führt allerdings zu einem Absturz der beiden auf die Planetenoberfläche, bei dem Goals Gedächtnis in Mitleidenschaft gezogen wird. Während sich Rufus um ihre Wiederherstellung bemüht, kommt Cletus ins Spiel, Goals Verlobter, der nach seiner zukünftigen Braut sucht.
Nachdem Rufus mit Goal die Flucht aus seiner Heimatstadt Kuvaq gelungen ist und er in einem Schrottminensystem den Bastler-Kollegen Doc getroffen hat, gelingt es ihm, mit Goal den Aufstiegslift nach Elysium zu erreichen. Dabei erfährt er nach und nach Details über die von Goal schon am Anfang entdeckte Verschwörung, an der auch Cletus maßgeblich beteiligt ist. Offenbar planen die Elysianer, den Schrottplaneten zu zerstören. Cletus soll sich vorab nur noch schnell davon überzeugen, dass Deponia unbewohnt ist. Es zeigt sich aber, dass Cletus weder Interesse an einer echten Überprüfung, noch an seiner Verlobten mitbringt. Goal ist für ihn vor allem Mittel zum Zweck, um an nur ihr bekannte Elysium-Codes heranzukommen.
Im weiteren Verlauf der Handlung trifft Rufus auf den Schrottkutterkapitän Bozo, dessen Schiff er fortan verwenden kann. Goal beschließt, sich von Cletus abzuwenden und sich Rufus und der von ihm verfolgten „guten Sache“ anzuschließen. Cletus erklärt ihr jedoch, dass Rufus keineswegs der noble Ritter gewesen ist, den sie in ihm zu erkennen glaubt, sondern zu Anfang nur aus eigennützigen und wenig ehrenwerten Motiven in die Geschichte gestolpert ist. Goal ist enttäuscht und Amtmann Argus, ein weiterer Verschwörer, verkompliziert die Situation noch weiter. Nach zahlreichen Verwicklungen und Verwechslungen scheint das Gedächtnis von Goal verloren und mit ihrer Rückkehr nach Elysium an der Seite von Cletus die Zerstörung Deponias nicht mehr abwendbar zu sein. Doch am Ende des Adventures zeigt sich, dass die Hoffnung noch nicht ganz verloren ist.

## Spielprinzip und Technik
Deponia ist ein Point-and-Click-Adventure. Aus Sprites zusammengesetzte Figuren agieren vor handgezeichneten, teilanimierten Kulissen. Mit der Maus kann der Spieler seine Spielfigur durch die Örtlichkeiten bewegen und mit den Maustasten Aktionen einleiten, die den Spielcharakter mit seiner Umwelt interagieren lassen. Rufus kann so Gegenstände finden und sie auf die Umgebung oder andere Gegenstände anwenden sowie mit NPCs kommunizieren. Mit fortschreitendem Handlungsverlauf werden weitere Orte freigeschaltet. Dialoge mit NPCs erfolgen mit Hilfe des Single-Choice-Verfahrens.

## Produktionsnotizen
Deponia wurde im Januar 2012 für PCs veröffentlicht. Im September 2015 erschien eine Portierung des Spiels für das iPad, im November 2016 auch für die PlayStation 4.
Der Nachfolger und zweite Teil Chaos auf Deponia erschien im Oktober 2012. Seit Oktober 2013 ist der dritte Teil Goodbye Deponia erhältlich, der ursprünglich den Abschluss der Reihe bilden sollte. Im März 2016 veröffentlichte Daedalic schließlich noch einen vierten Teil, Deponia Doomsday.

### Synchronisation
| Charakter                        | Synchronsprecher |
| -------------------------------- | ---------------- |
| Rufus / Argus / Cletus / Organon | Monty Arnold     |
| Toni                             | Marie Biermann   |
| Goal                             | Sinikka Compart  |
| Doc                              | Jürgen Holdorf   |
| Bozo                             | Holger Löwenberg |
| Lotti                            | Daniel Welbat    |

## Rezeption
Deponia erhielt vorwiegend positive Bewertungen. Die Rezensionsdatenbank Metacritic aggregiert 33 Rezensionen zu einem Mittelwert von 74. Das Fachmagazin Adventure-Treff lobte den Detailreichtum der Spielwelt, Charaktere und Story, den Umfang des Spiels und seinen Humor. Kritisiert wurde das offene Ende – zu diesem Zeitpunkt war der Nachfolger Chaos auf Deponia noch nicht angekündigt.
Zwischenzeitlich war Deponia das meistverkaufte PC-Spiel beim Online-Versandhändler Amazon.